# Pentasteron parasimplex
Pentasteron parasimplex là một loài nhện trong họ Zodariidae.
Loài này thuộc chi Pentasteron. Pentasteron parasimplex được Barbara C. Baehr & Rudy Jocqué miêu tả năm 2001.